# Bibliothèque-musée de l'Opéra
Bibliothèque-musée de l'Opéra (česky Knihovna-muzeum Opery) je spojená knihovna a muzeum sídlící v Opéra Garnier v 9. obvodu v Paříži. Shromažďuje písemné a hmotné dokumenty týkající se Pařížské opery i operního žánru obecně. Není přímo součástí Pařížské opery, ale patří do hudebního oddělení Francouzské národní knihovny.

## Historie
V roce 1669 byla založena Královská akademie hudby (Académie royale de musique), která měla oddělení na kopírování partitur. Ty zde byly ukládány a postupně tak vznikla rozsáhlá knihovna. Zde byl i archiv dokumentů samotné akademie. Oficiálně byla knihovna vytvořena v roce 1866 a libretista Charles Nuitter (1828-1899) byl jmenován archivářem Pařížské opery a krátce na to i jejím knihovníkem a začal s tříděním a katalogizací dokumentů. V roce 1875 bylo oddělení přejmenováno na Archiv-knihovna Opery. V roce 1882 Nuitter získal pro knihovnu prostory císařského pavilonu v Palais Garnier a připojil k ní i muzeum. Archivní materiál s výjimkou kartoték byl z velké části předán v roce 1932 Francouzskému národnímu archivu. Proto byla instituce přejmenována na dnešní Knihovna-muzeum Opery.
V roce 1935 byla knihovna Národní konzervatoře a sbírky hudebnin Národní knihovny spojeny do jednoho celku pod správou Francouzské národní knihovny. V roce 1942 z něj vzniklo hudební oddělení a Knihovna-muzeum Opery k němu byla připojena.

## Knihovna
Knihovna-muzeum uchovává téměř 600 000 dokumentů týkající se dějin opery:
- 100 000 knih
- 1680 titulů periodik
- 16 000 partitur
- 30 000 brožur
- 10 000 divadelních programů
- 10 000 dokumentárních záznamů
- 250 000 rukopisných dopisů
- 11 000 orchestrálních dokumentů
- 100 000 fotografií
- 30 000 dřevořezů s asi 25 000 návrhy kostýmů a kulis, 70 bm výkresů a 100 bm plakátů
- 3 000 archivních dokumentů, vytvořených především u příležitosti mnoha inscenací oper a baletů

Knihovna zahrnuje rovněž Mezinárodní archiv tance, který shromáždil švédský sběratel umění Rolf de Maré (1898-1964) a daroval jej instituci v roce 1953.

## Muzeum
Muzeum je součástí prohlídky Palais Garnier. Skládá se z pěti průchozích místností, kde jsou vystaveny obrazy, modely a kostýmy. Muzejní sbírky obsahují celkem 8500 předmětů, jako jsou modely dekorací, obrazy nebo kostýmy.
Knihovna-muzeum Opery zorganizovala od roku 1992 na 25 výstav a spolupracuje na výstavách s Národní knihovnou nebo jinými institucemi. Některé předměty z muzejních sbírek jsou prezentovány střídavě v Musée d'Orsay.